# Shen'ao
Shen'ao (kinesiska: 深澳) är en köping i sydöstra Kina. Den ligger i Nan'ao härad i staden Shantou i provinsen Guangdong, omkring 390 kilometer öster om provinshuvudstaden Guangzhou. Den utgörs av den nordöstra delen av ön Nan'ao Dao samt ett antal mindre kringliggande öar.
Antalet invånare är 8 377. Befolkningen består av 4 267 kvinnor och 4 110 män. Barn under 15 år utgör 14,0 %, vuxna 15-64 år 73 %, och äldre över 65 år 11,0 %.